# Данько, Тарас Григорьевич
Тарас Григорьевич Данько (укр. Тарас Григорійович Данько; 3 июля 1980, Киев, УССР) — украинский борец вольного стиля, бронзовый призёр летних Олимпийских игр 2008 года в категории до 84 кг. Чемпион Европы 2005 года.

## Спортивная биография
Борьбой Тарас Данько начал заниматься с самого детства в Киеве. Первым тренером у юного спортсмена стал его отец Григорий Владимирович Данько, известный советский борец. С 1996 года Тарас стал выступать на международном уровне. Сначала среди детей, потом уже и на молодёжном уровне, где добился значительных успехов. С 2003 года Данько вошёл в состав национальной сборной Украины по борьбе.
В 2004 году Данько дебютировал на летних Олимпийских играх. Групповой этап украинский спортсмен прошёл без поражений, но в четвертьфинале Данько уступил южнокорейцу Мун Ый Джэ со счётом 1:3. В 2005 году Тарас добился первого значимого успеха, выиграв чемпионат Европы. В следующие два года он завоевал ещё две награды континентальных первенств. В том же 2005 году Данько выиграл свою единственную награду на чемпионатах мира, завоевав бронзу на турнире в Будапеште.
В 2008 году Данько смог отобраться на летние Олимпийские игры только по результатам последнего квалификационного турнира. В Пекине украинский спортсмен принял участие в соревнованиях в категории до 84 кг. В четвертьфинале олимпийского турнира Данько потерпел поражение в поединке со спортсменом из Таджикистана Юсупом Абдусаломовым и вылетел в утешительный турнир за третье место. В поединках за бронзу Тарас одержал две победы и занял третье место.

## Награды
- Орден «За мужество» III степени (4 сентября 2008 года) — за достижение высоких спортивных результатов на XXIX летних Олимпийских играх в Пекине (Китайская Народная Республика), проявленные мужество, самоотверженность и волю к победе, подъём международного авторитета Украины[3]